# 大多喜町

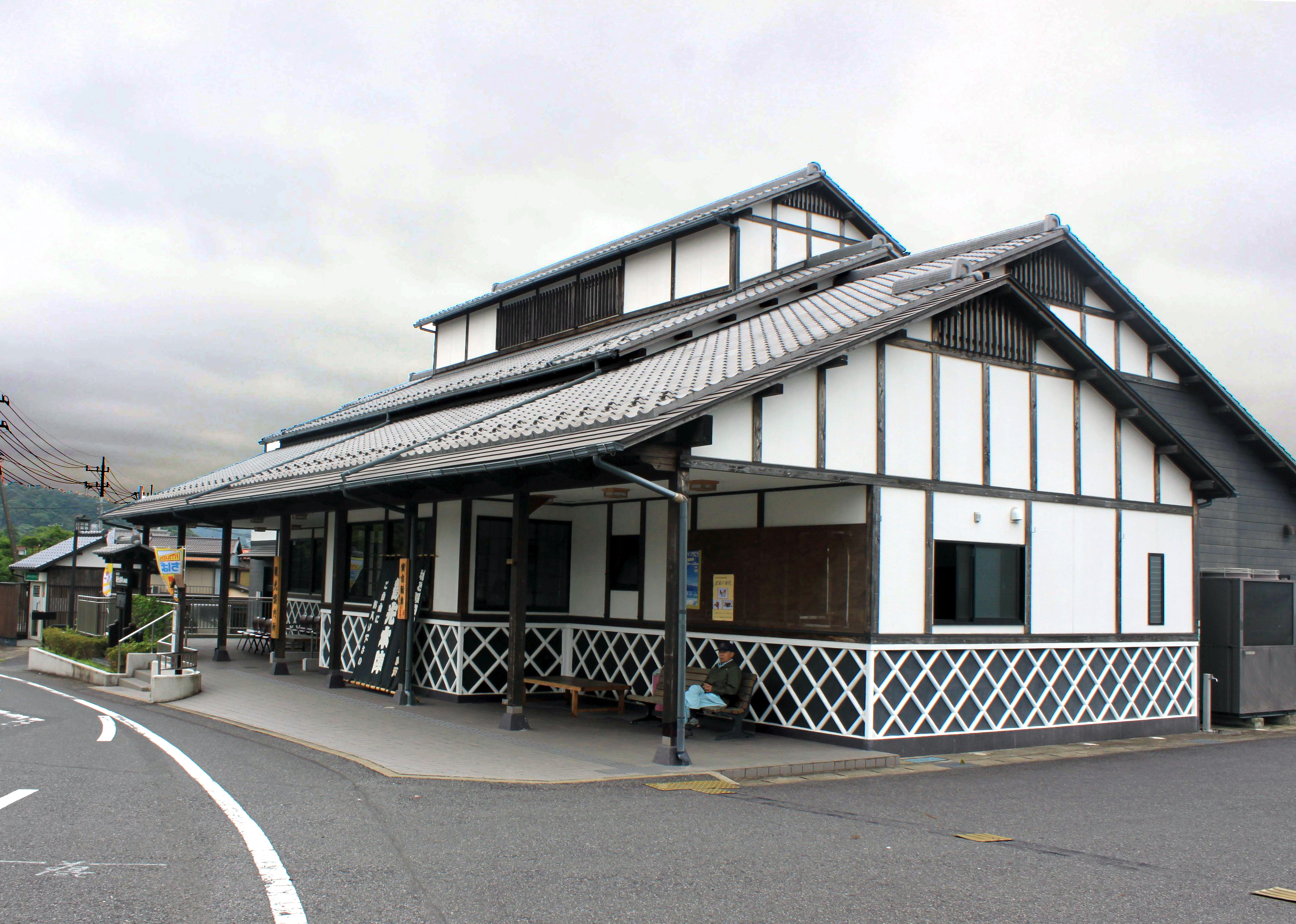
大多喜町観光本陣

大多喜町（おおたきまち）は、千葉県の南部に位置し、夷隅郡に属する町。
古くから城下町として栄え、大多喜城は徳川四天王の1人、本多忠勝が城主であったことでも知られる。
また、その風土が漫画家つげ義春と白土三平らに強いインスピレーションを与え、『沼』『初茸がり』『紅い花』 『西部田村事件』など数々の作品を生み出したことでも知られる。

## 地理

### 地勢
千葉県南部に位置し、県庁所在地である千葉市から約35キロメートルの距離である。東京都の都心から60 - 70キロメートル圏内である。なお、東京都（特に東京国際空港（羽田空港）や神奈川県からは東京湾アクアライン若しくは東京湾フェリーを利用した場合が移動距離の短縮となる。
房総丘陵（丘陵地帯）の中に位置し、森林が面積の約70%を占める、太平洋側（外房）・南総（上総国）の町。南西部は山勝ちで北東に向かうに従い標高は低くなっている。主な河川である夷隅川は北東に蛇行しながら流れ、養老川は西部を北に流れる。

### 市域
千葉県の町村で最も広大な面積を持つ。
- 東西約12キロメートル
- 南北約19キロメートル

#### 地区
- 上瀑地区 - 横山、下大多喜、小土呂
- 大多喜地区 - 森宮、船子、紺屋、田丁、泉水、猿稲、久保、桜台、新丁、大多喜、柳原、上原、西部田、上原西部田柳原入会
- 総元地区 - 小谷松、八声、部田、大戸、堀之内、石神、久我原、三又、黒原
- 西畑地区 - 笛倉、小内、馬場内、原内、押沼、百鉾、宇筒原、平沢、川畑、弥喜用、湯倉、小苗、紙敷、松尾、庄司、中野、市川、板谷、堀切、三条、田代、弓木、伊保田
- 老川地区 - 小田代、葛藤、大田代、筒森、面白、小沢又、粟又、会所

### 気候
年間平均気温は15℃前後。内陸部に位置するため内陸性気候に近い。冬期は最低気温が氷点下に達する日もあり周辺沿岸部が雨の時も町内は雪の場合が多い。年間平均雨量は2200ミリメートル程度。
| 大多喜（1991年 - 2020年）の気候    | 大多喜（1991年 - 2020年）の気候 | 大多喜（1991年 - 2020年）の気候 | 大多喜（1991年 - 2020年）の気候 | 大多喜（1991年 - 2020年）の気候 | 大多喜（1991年 - 2020年）の気候 | 大多喜（1991年 - 2020年）の気候 | 大多喜（1991年 - 2020年）の気候 | 大多喜（1991年 - 2020年）の気候 | 大多喜（1991年 - 2020年）の気候 | 大多喜（1991年 - 2020年）の気候 | 大多喜（1991年 - 2020年）の気候 | 大多喜（1991年 - 2020年）の気候 | 大多喜（1991年 - 2020年）の気候 |
| 月                                 | 1月                             | 2月                             | 3月                             | 4月                             | 5月                             | 6月                             | 7月                             | 8月                             | 9月                             | 10月                            | 11月                            | 12月                            | 年                              |
| ---------------------------------- | ------------------------------- | ------------------------------- | ------------------------------- | ------------------------------- | ------------------------------- | ------------------------------- | ------------------------------- | ------------------------------- | ------------------------------- | ------------------------------- | ------------------------------- | ------------------------------- | ------------------------------- |
| 降水量 mm （inch）                 | 114.2 (4.496)                   | 102.8 (4.047)                   | 205.4 (8.087)                   | 193.0 (7.598)                   | 190.5 (7.5)                     | 235.1 (9.256)                   | 178.7 (7.035)                   | 131.6 (5.181)                   | 280.0 (11.024)                  | 332.2 (13.079)                  | 155.8 (6.134)                   | 103.9 (4.091)                   | 2,223 (87.52)                   |
| 平均降水日数 （≥1.0 mm）           | 7.2                             | 7.6                             | 11.9                            | 11.5                            | 11.0                            | 12.2                            | 10.6                            | 7.3                             | 12.5                            | 12.6                            | 9.7                             | 7.2                             | 121.2                           |
| 出典1：Japan Meteorological Agency |                                 |                                 |                                 |                                 |                                 |                                 |                                 |                                 |                                 |                                 |                                 |                                 |                                 |
| 出典2：気象庁                      |                                 |                                 |                                 |                                 |                                 |                                 |                                 |                                 |                                 |                                 |                                 |                                 |                                 |

### 主な河川
- 夷隅川
- 養老川
- 西畑川
- 平沢川

### 主な山岳
- 石尊山
- 御嶽山
- 野々塚
- 殿中山
- 伊藤大山
- 浅間山
- 高塚山
- 羽黒山
- 大塚山
- 法塔山

### ダム
- 平沢ダム
- 荒木根ダム

## 歴史

### 合併前
大多喜地域は戦国時代から城下町として繁栄した。応仁の乱以後守護大名が台頭し、長南の武田氏、万木の土岐氏、小浜の槍田氏、安房の里見氏がこの地方で衝突していた。小田喜根古屋城は1544年（天文13年）武田氏から里見氏の武将正木時茂が取って代わり、里見氏の支配を受けた。1590年（天正18年）徳川四天王の1人本多忠勝が10万石を与えられ約11年間領知した。忠勝は里見氏に備えて城を整え、城下町の整備、六斎市の開市を企てた。本多氏以後たびたび城主が替わり、1703年（元禄16年）から松平氏が9代続いたが、大多喜地域の大部分が他藩領、旗本知行地として支配を受けた。明治維新により大多喜県、木更津県、千葉県と行政区画が変遷し1889年（明治22年）老川村、西畑村、総元村、上瀑村、旧・大多喜町が誕生した。
1935年（昭和10年）5月、大多喜町で建設が進められていた宮田製作所の自転車工場が一部完成。フレームの生産等を始める。工場の動力は地域産の天然ガスが使用された
大多喜地域は次第に衰退し財政力が豊かではなかった。そこで、町村規模の適正化、福祉の推進、地方自治の発展、行財政の強化のため旧5町村が町村合併促進法により合併し、現在の大多喜町が誕生した。

### 合併後
- 1954年（昭和29年）10月5日 - 旧・大多喜町、総元村、西畑村、上瀑村、老川村が合併し、現在の大多喜町が誕生。
- 1970年（昭和45年）7月1日 - 集中豪雨で大多喜116ミリメートルの雨を観測。夷隅川が久保地内で氾濫するなどして約200戸が床上浸水[5]。当時の総理大臣佐藤栄作が来町。
- 1975年（昭和50年）
  - 9月10日 - 千葉県立総南博物館（大多喜城）開館
  - 9月28日 - 第1回お城まつり
- 1978年（昭和53年）
  - 8月3日 - クエルナバカ市と姉妹都市提携
- 1979年（昭和54年）
  - 5月24日 - 弘文洞が崩壊
- 1995年（平成7年）10月1日 - 荒川区と友好交流協定
- 1997年（平成9年）10月1日 - おおたきショッピングプラザオリブ竣工式
- 2001年（平成13年）8月10日 - 商い資料館が開館
- 2006年（平成18年） - 千葉県立総南博物館が千葉県立中央博物館大多喜城分館と改称

### 行政区域変遷
- 変遷の年表

| 大多喜町町域の変遷（年表） | 大多喜町町域の変遷（年表） | 大多喜町町域の変遷（年表） |
| 年                         | 月日                       | 現大多喜町町域に関連する行政区域変遷 |
| -------------------------- | -------------------------- | --- |
| 1889年（明治22年）         | 4月1日                     | 町村制施行により、以下の町村がそれぞれ発足が発足。 - 大多喜町 ← 大多喜村・大多喜柳原町・大多喜新町・大多喜桜台町・大多喜久保町・大多喜猿稲町・ 大多喜田町・大多喜紺屋町・西部田村・上原村・船子村・森宮村・泉水村と 横山村・正立寺村の各飛地と上原村外二町村入会地 - 総元村 ← 黒原村・三又村・久我原村・石神村・大戸村・堀之内村・部田村・八声村・小谷松村 - 西畑村 ← 伊保田村・板屋村・市川村・中野村・堀切村・三条村・田代村・弓木村・平沢村・宇筒原村・ 押沼村・笛倉村・川畑村・馬場村・原内村・小内村・小苗村・湯倉村・紙敷村・松尾村・ 庄司村・弥喜用村・百鉾村 - 上瀑村 ← 下大多喜村・小土呂村・横山村・葛藤村 - 老川村 ← 葛藤村・小田代村・筒森村・大田代村・面白村・小沢又村・粟又村 |
| 1954年（昭和29年）         | 10月5日                    | 大多喜町・総元村・西畑村・上瀑村・老川村が合併し大多喜町が発足。 |

- 変遷表

| 大多喜町町域の変遷表 | 大多喜町町域の変遷表 | 大多喜町町域の変遷表 | 大多喜町町域の変遷表 | 大多喜町町域の変遷表 | 大多喜町町域の変遷表     | 大多喜町町域の変遷表 | 大多喜町町域の変遷表 |
| 1868年 以前          | 1868年 以前          | 明治元年 - 明治22年  | 明治22年 4月1日      | 明治22年 - 昭和19年  | 昭和20年 - 昭和64年      | 平成元年 - 現在      | 現在                 |
| -------------------- | -------------------- | -------------------- | -------------------- | -------------------- | ------------------------ | -------------------- | -------------------- |
|                      |                      | 明治5年 大多喜村     | 大多喜町             | 大多喜町             | 昭和29年10月5日 大多喜町 | 大多喜町             | 大多喜町             |
|                      | 柳原町               | 明治5年 大多喜柳原町 | 大多喜町             | 大多喜町             | 昭和29年10月5日 大多喜町 | 大多喜町             | 大多喜町             |
|                      | 新町                 | 明治5年 大多喜新町   | 大多喜町             | 大多喜町             | 昭和29年10月5日 大多喜町 | 大多喜町             | 大多喜町             |
|                      | 桜台町               | 明治5年 大多喜桜台町 | 大多喜町             | 大多喜町             | 昭和29年10月5日 大多喜町 | 大多喜町             | 大多喜町             |
|                      | 久保町               | 明治5年 大多喜久保町 | 大多喜町             | 大多喜町             | 昭和29年10月5日 大多喜町 | 大多喜町             | 大多喜町             |
|                      | 猿稲町               | 明治5年 大多喜猿稲町 | 大多喜町             | 大多喜町             | 昭和29年10月5日 大多喜町 | 大多喜町             | 大多喜町             |
|                      | 田町                 | 明治5年 大多喜田町   | 大多喜町             | 大多喜町             | 昭和29年10月5日 大多喜町 | 大多喜町             | 大多喜町             |
|                      | 紺屋町               | 明治5年 大多喜紺屋町 | 大多喜町             | 大多喜町             | 昭和29年10月5日 大多喜町 | 大多喜町             | 大多喜町             |
|                      | 西部田村             |                      | 大多喜町             | 大多喜町             | 昭和29年10月5日 大多喜町 | 大多喜町             | 大多喜町             |
|                      | 上原村               |                      | 大多喜町             | 大多喜町             | 昭和29年10月5日 大多喜町 | 大多喜町             | 大多喜町             |
|                      | 船子村               |                      | 大多喜町             | 大多喜町             | 昭和29年10月5日 大多喜町 | 大多喜町             | 大多喜町             |
|                      | 森宮村               |                      | 大多喜町             | 大多喜町             | 昭和29年10月5日 大多喜町 | 大多喜町             | 大多喜町             |
|                      | 泉水村               |                      | 大多喜町             | 大多喜町             | 昭和29年10月5日 大多喜町 | 大多喜町             | 大多喜町             |
|                      | 黒原村               | 黒原村               | 総元村               | 総元村               | 昭和29年10月5日 大多喜町 | 大多喜町             | 大多喜町             |
|                      | 三又村               |                      | 総元村               | 総元村               | 昭和29年10月5日 大多喜町 | 大多喜町             | 大多喜町             |
|                      | 久我原村             |                      | 総元村               | 総元村               | 昭和29年10月5日 大多喜町 | 大多喜町             | 大多喜町             |
|                      | 石神村               |                      | 総元村               | 総元村               | 昭和29年10月5日 大多喜町 | 大多喜町             | 大多喜町             |
|                      | 大戸村               |                      | 総元村               | 総元村               | 昭和29年10月5日 大多喜町 | 大多喜町             | 大多喜町             |
|                      | 堀之内村             |                      | 総元村               | 総元村               | 昭和29年10月5日 大多喜町 | 大多喜町             | 大多喜町             |
|                      | 部田村               |                      | 総元村               | 総元村               | 昭和29年10月5日 大多喜町 | 大多喜町             | 大多喜町             |
|                      | 八声村               |                      | 総元村               | 総元村               | 昭和29年10月5日 大多喜町 | 大多喜町             | 大多喜町             |
|                      | 小谷松村             | 明治7年 小谷松村     | 総元村               | 総元村               | 昭和29年10月5日 大多喜町 | 大多喜町             | 大多喜町             |
|                      | 桜谷村               | 明治7年 小谷松村     | 総元村               | 総元村               | 昭和29年10月5日 大多喜町 | 大多喜町             | 大多喜町             |
|                      | 伊保田村             | 伊保田村             | 西畑村               | 西畑村               | 昭和29年10月5日 大多喜町 | 大多喜町             | 大多喜町             |
|                      | 板屋村               |                      | 西畑村               | 西畑村               | 昭和29年10月5日 大多喜町 | 大多喜町             | 大多喜町             |
|                      | 市川村               |                      | 西畑村               | 西畑村               | 昭和29年10月5日 大多喜町 | 大多喜町             | 大多喜町             |
|                      | 中野村               |                      | 西畑村               | 西畑村               | 昭和29年10月5日 大多喜町 | 大多喜町             | 大多喜町             |
|                      | 堀切村               |                      | 西畑村               | 西畑村               | 昭和29年10月5日 大多喜町 | 大多喜町             | 大多喜町             |
|                      | 三条村               |                      | 西畑村               | 西畑村               | 昭和29年10月5日 大多喜町 | 大多喜町             | 大多喜町             |
|                      | 田代村               |                      | 西畑村               | 西畑村               | 昭和29年10月5日 大多喜町 | 大多喜町             | 大多喜町             |
|                      | 弓木村               |                      | 西畑村               | 西畑村               | 昭和29年10月5日 大多喜町 | 大多喜町             | 大多喜町             |
|                      | 平沢村               |                      | 西畑村               | 西畑村               | 昭和29年10月5日 大多喜町 | 大多喜町             | 大多喜町             |
|                      | 宇筒原村             |                      | 西畑村               | 西畑村               | 昭和29年10月5日 大多喜町 | 大多喜町             | 大多喜町             |
|                      | 押沼村               |                      | 西畑村               | 西畑村               | 昭和29年10月5日 大多喜町 | 大多喜町             | 大多喜町             |
|                      | 笛倉村               |                      | 西畑村               | 西畑村               | 昭和29年10月5日 大多喜町 | 大多喜町             | 大多喜町             |
|                      | 川安戸村             | 明治9年 川畑村       | 西畑村               | 西畑村               | 昭和29年10月5日 大多喜町 | 大多喜町             | 大多喜町             |
|                      | 南畑村               | 明治9年 川畑村       | 西畑村               | 西畑村               | 昭和29年10月5日 大多喜町 | 大多喜町             | 大多喜町             |
|                      | 馬場村               |                      | 西畑村               | 西畑村               | 昭和29年10月5日 大多喜町 | 大多喜町             | 大多喜町             |
|                      | 原内村               |                      | 西畑村               | 西畑村               | 昭和29年10月5日 大多喜町 | 大多喜町             | 大多喜町             |
|                      | 小内村               |                      | 西畑村               | 西畑村               | 昭和29年10月5日 大多喜町 | 大多喜町             | 大多喜町             |
|                      | 小苗村               |                      | 西畑村               | 西畑村               | 昭和29年10月5日 大多喜町 | 大多喜町             | 大多喜町             |
|                      | 湯倉村               |                      | 西畑村               | 西畑村               | 昭和29年10月5日 大多喜町 | 大多喜町             | 大多喜町             |
|                      | 紙敷村               |                      | 西畑村               | 西畑村               | 昭和29年10月5日 大多喜町 | 大多喜町             | 大多喜町             |
|                      | 松尾村               |                      | 西畑村               | 西畑村               | 昭和29年10月5日 大多喜町 | 大多喜町             | 大多喜町             |
|                      | 庄司村               |                      | 西畑村               | 西畑村               | 昭和29年10月5日 大多喜町 | 大多喜町             | 大多喜町             |
|                      | 弥喜用村             |                      | 西畑村               | 西畑村               | 昭和29年10月5日 大多喜町 | 大多喜町             | 大多喜町             |
|                      | 百鉾村               |                      | 西畑村               | 西畑村               | 昭和29年10月5日 大多喜町 | 大多喜町             | 大多喜町             |
|                      | 下大多喜村           | 下大多喜村           | 上瀑村               | 上瀑村               | 昭和29年10月5日 大多喜町 | 大多喜町             | 大多喜町             |
|                      | 小土呂村             |                      | 上瀑村               | 上瀑村               | 昭和29年10月5日 大多喜町 | 大多喜町             | 大多喜町             |
|                      | 横山村               |                      | 上瀑村               | 上瀑村               | 昭和29年10月5日 大多喜町 | 大多喜町             | 大多喜町             |
|                      | 葛藤村               | 葛藤村               | 老川村               | 老川村               | 昭和29年10月5日 大多喜町 | 大多喜町             | 大多喜町             |
|                      | 小田代村             |                      | 老川村               | 老川村               | 昭和29年10月5日 大多喜町 | 大多喜町             | 大多喜町             |
|                      | 筒森村               |                      | 老川村               | 老川村               | 昭和29年10月5日 大多喜町 | 大多喜町             | 大多喜町             |
|                      | 大田代村             |                      | 老川村               | 老川村               | 昭和29年10月5日 大多喜町 | 大多喜町             | 大多喜町             |
|                      | 面白村               |                      | 老川村               | 老川村               | 昭和29年10月5日 大多喜町 | 大多喜町             | 大多喜町             |
|                      | 小沢又村             |                      | 老川村               | 老川村               | 昭和29年10月5日 大多喜町 | 大多喜町             | 大多喜町             |
|                      | 粟又村               |                      | 老川村               | 老川村               | 昭和29年10月5日 大多喜町 | 大多喜町             | 大多喜町             |

## 人口
平成27年国勢調査より前回調査からの人口増減をみると、7.76%減の9,843人であり、増減率は千葉県下54市町村中47位、60行政区域中53位。
| |                                          |  |
| 大多喜町と全国の年齢別人口分布（2005年） | 大多喜町の年齢・男女別人口分布（2005年） |  |
| ■紫色 ― 大多喜町 ■緑色 ― 日本全国 | ■青色 ― 男性 ■赤色 ― 女性                |  |
| 大多喜町（に相当する地域）の人口の推移 \| 1970年（昭和45年） \| 14,620人 \| \| \| 1975年（昭和50年） \| 13,932人 \| \| \| 1980年（昭和55年） \| 13,612人 \| \| \| 1985年（昭和60年） \| 13,391人 \| \| \| 1990年（平成2年） \| 13,218人 \| \| \| 1995年（平成7年） \| 12,678人 \| \| \| 2000年（平成12年） \| 12,121人 \| \| \| 2005年（平成17年） \| 11,514人 \| \| \| 2010年（平成22年） \| 10,671人 \| \| \| 2015年（平成27年） \| 9,843人 \| \| \| 2020年（令和2年） \| 8,885人 \| \| |                                          |  |
| 総務省統計局 国勢調査より |                                          |  |
| 1970年（昭和45年） | 14,620人                                 |  |
| 1975年（昭和50年） | 13,932人                                 |  |
| 1980年（昭和55年） | 13,612人                                 |  |
| 1985年（昭和60年） | 13,391人                                 |  |
| 1990年（平成2年） | 13,218人                                 |  |
| 1995年（平成7年） | 12,678人                                 |  |
| 2000年（平成12年） | 12,121人                                 |  |
| 2005年（平成17年） | 11,514人                                 |  |
| 2010年（平成22年） | 10,671人                                 |  |
| 2015年（平成27年） | 9,843人                                  |  |
| 2020年（令和2年） | 8,885人                                  |  |

## 行政

### 町長
- 町長 : 平林昇（在任期間 : 2022年1月29日 - 現職）

### 警察・消防・司法

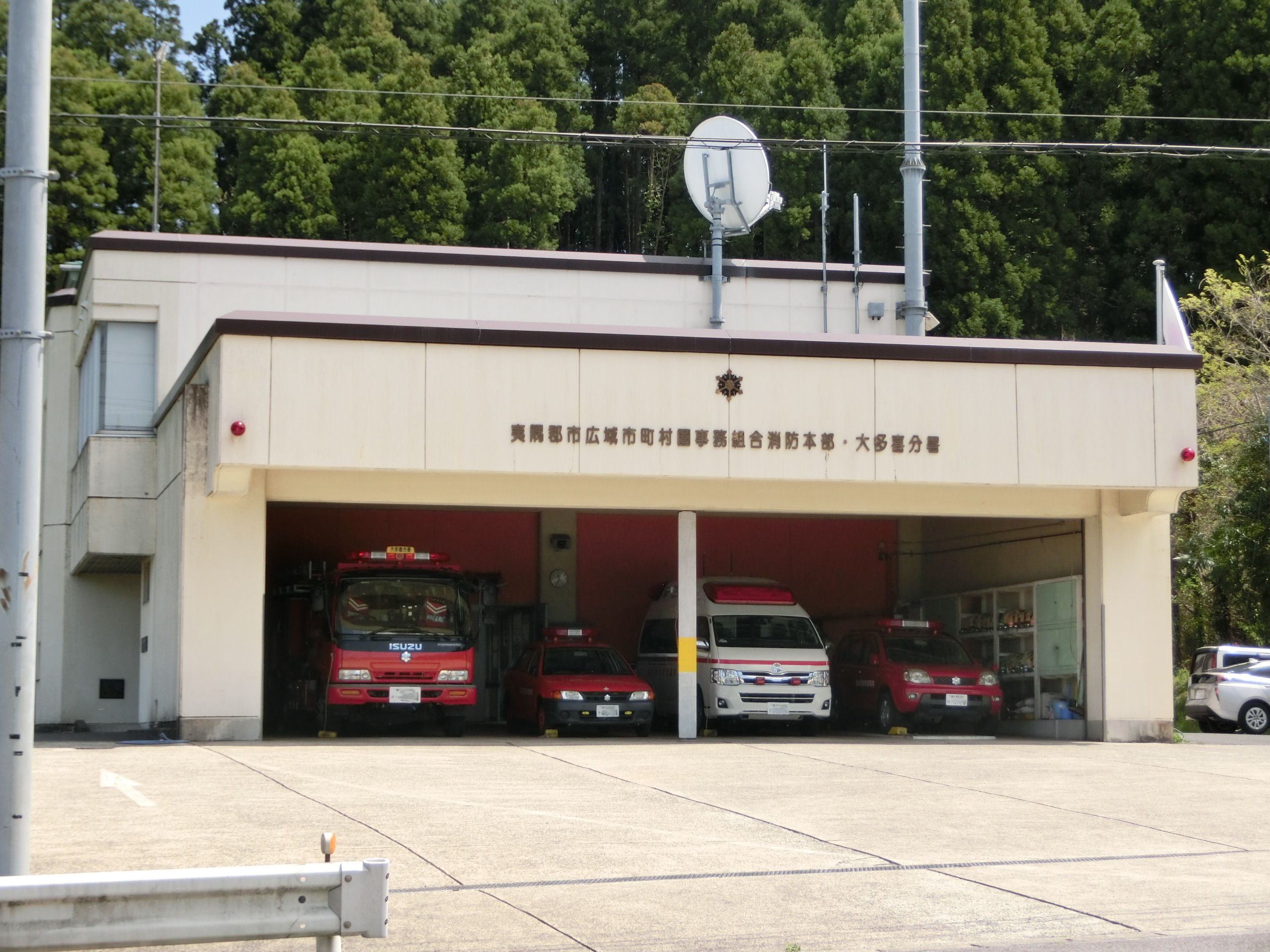
消防本部・大多喜分署

- 夷隅郡市広域市町村圏事務組合
  - 消防本部・大多喜分署

### 立法

#### 県政
- 千葉県議会
- 選挙区：勝浦市・夷隅郡選挙区
- 定数：1名

#### 国政
- 衆議院
  - 選挙区：全域が千葉県第11区に属する。
- 参議院
  - 選挙区：千葉県選挙区に属する。

## 経済
第一次産業の農業・林業が盛んである。

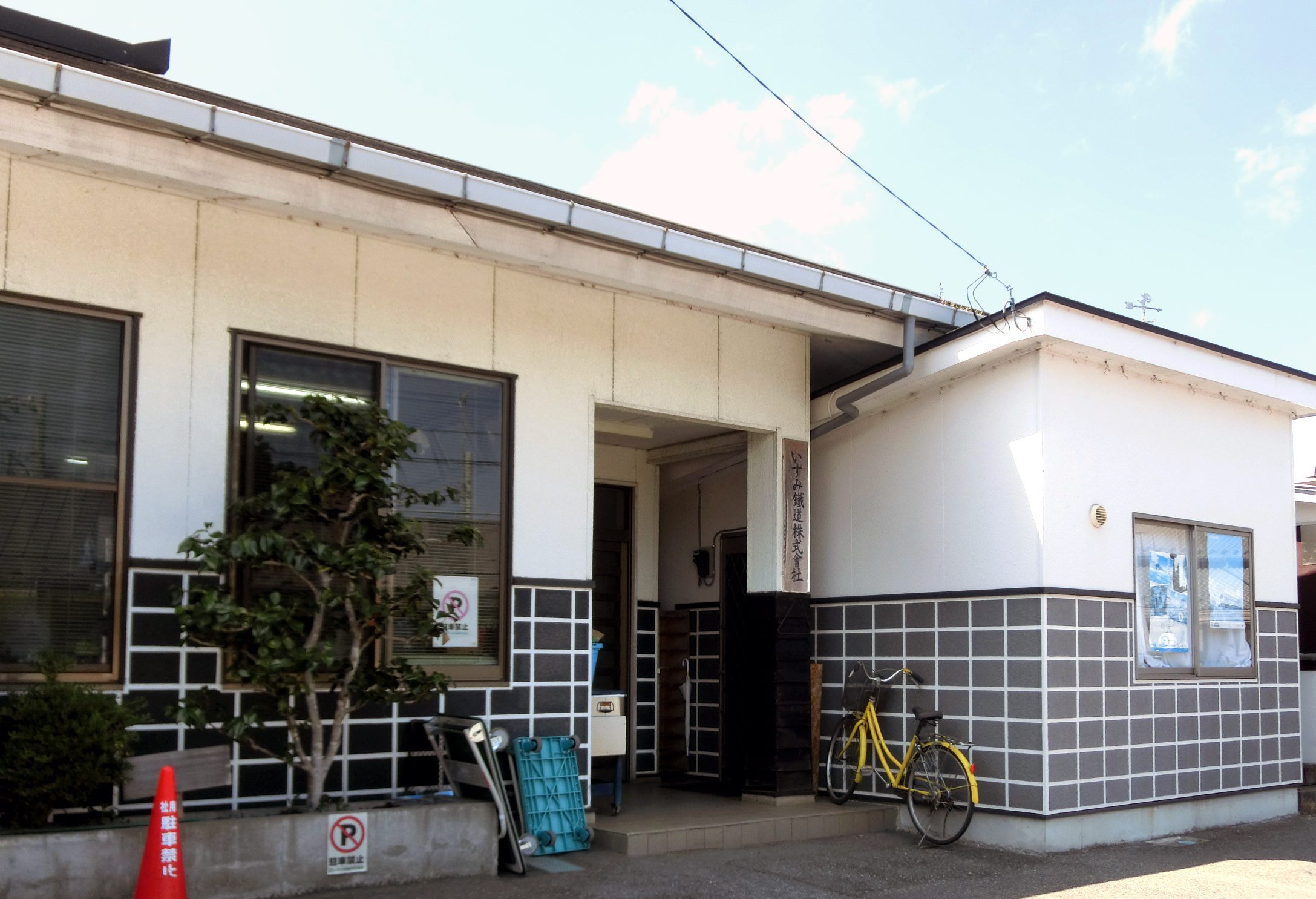
いすみ鉄道本社

南関東ガス田に位置することから1891年には、日本初のガス井が掘削されるなど古くから天然ガスの開発が行われてきた。現在では、町内において関東天然瓦斯開発、大多喜ガスなどが事業を実施中。

### 本社を置く企業
- いすみ鉄道
- 神保電器

## 姉妹都市・提携都市

### 日本国内
- 荒川区（東京都）

1995年10月1日友好交流協定、防災相互応援協定を結んだ。

### 日本国外
- クエルナバカ市（メキシコ合衆国・モレロス州）

1978年8月3日姉妹都市として提携。1609年（慶長14年）ドン・ロドリゴ総督 の一行がフィリピンからメキシコへの帰途に、大暴風の為、房総の御宿海岸に座礁難破した。地元の漁民達に助けられ、時の大多喜城主本多忠朝（本多忠勝の次男）がこれら一行を歓待し、幕府が帆船を用意してメキシコへ送還した事から日本とメキシコとの交流が始まった。現在も、大多喜城まつりにおけるメキシコ関係者の招待や各種行事への相互の参加が多くなってきている。

## 地域

### 施設

#### 病院

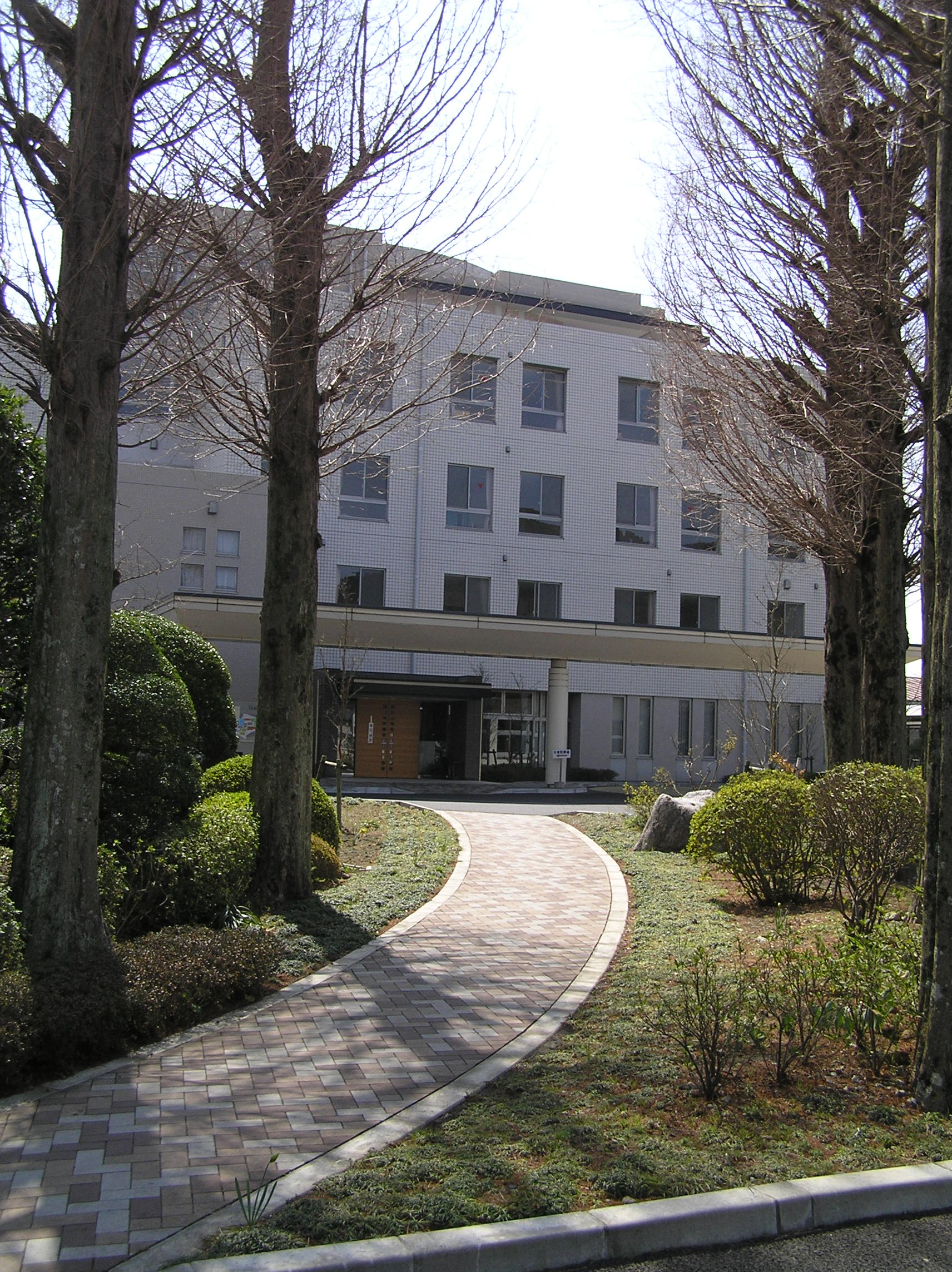
大多喜病院

- 大多喜病院 - つげ義春の『西部田村事件』のモデルになった。

#### 公共施設
- 中央公民館
- 町立大多喜図書館天賞文庫
- 海洋センター
- 総合運動公園
- 老人福祉センター
- 特別養護老人ホーム

#### 宿泊施設
養老渓谷温泉があるため、町内には宿が十数件ある。

##### 旅館
- 大屋旅館 - 正岡子規、つげ義春ゆかりの宿。登録有形文化財。
- 旅館寿恵比楼 - 白土三平、つげ義春ゆかりの宿

### 教育

#### 大学
- 三育学院大学

#### 中等教育学校
- 三育学院中等教育学校

#### 高等学校
- 千葉県立大多喜高等学校

#### 中学校
- 大多喜町立大多喜中学校
- 三育学院中学校

#### 小学校
- 大多喜町立西小学校（西畑・老川地区）
- 大多喜町立大多喜小学校（大多喜・総元・上瀑地区）

#### 専門学校
- 三育学院カレッジ

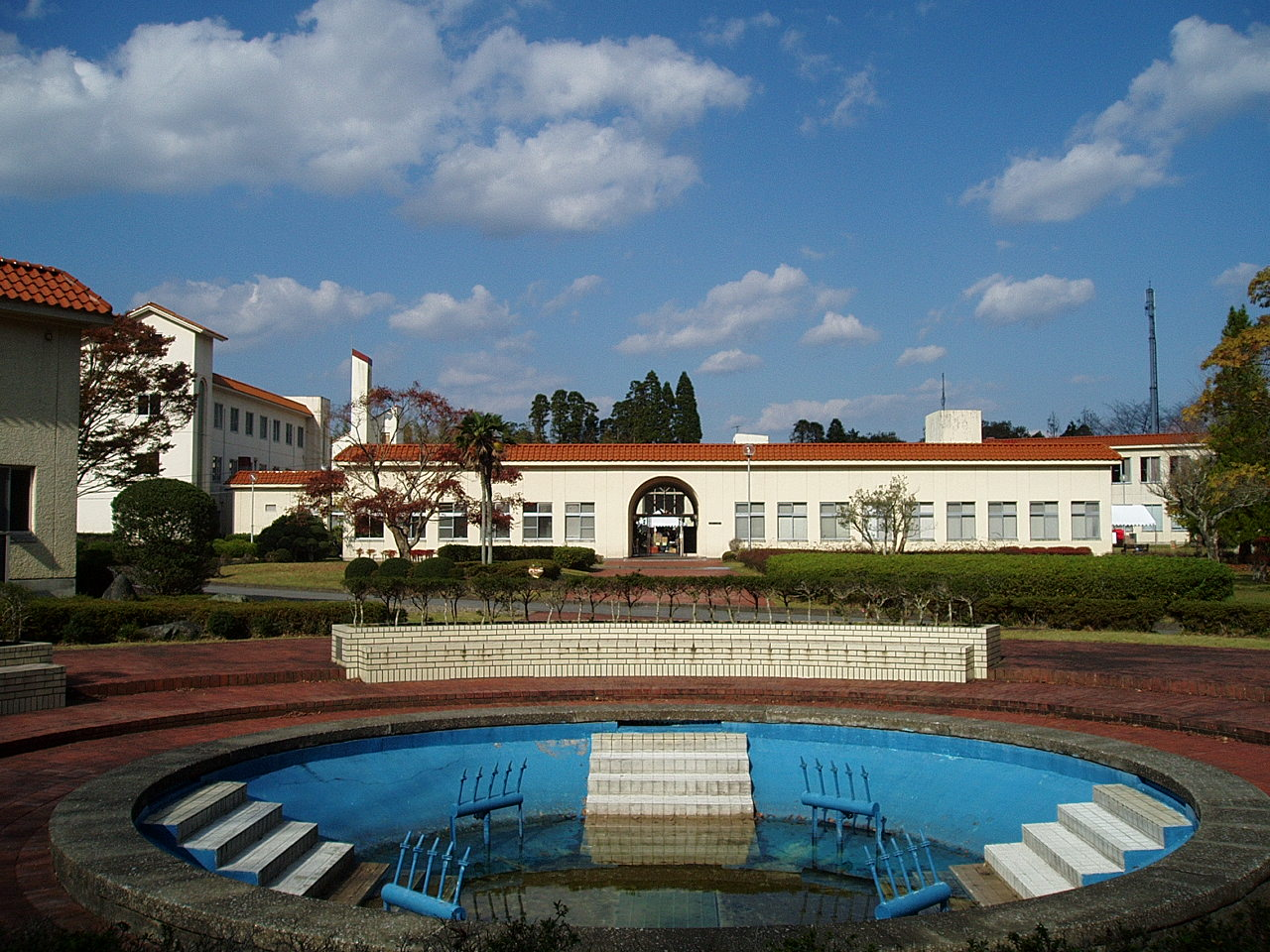
三育学院大学
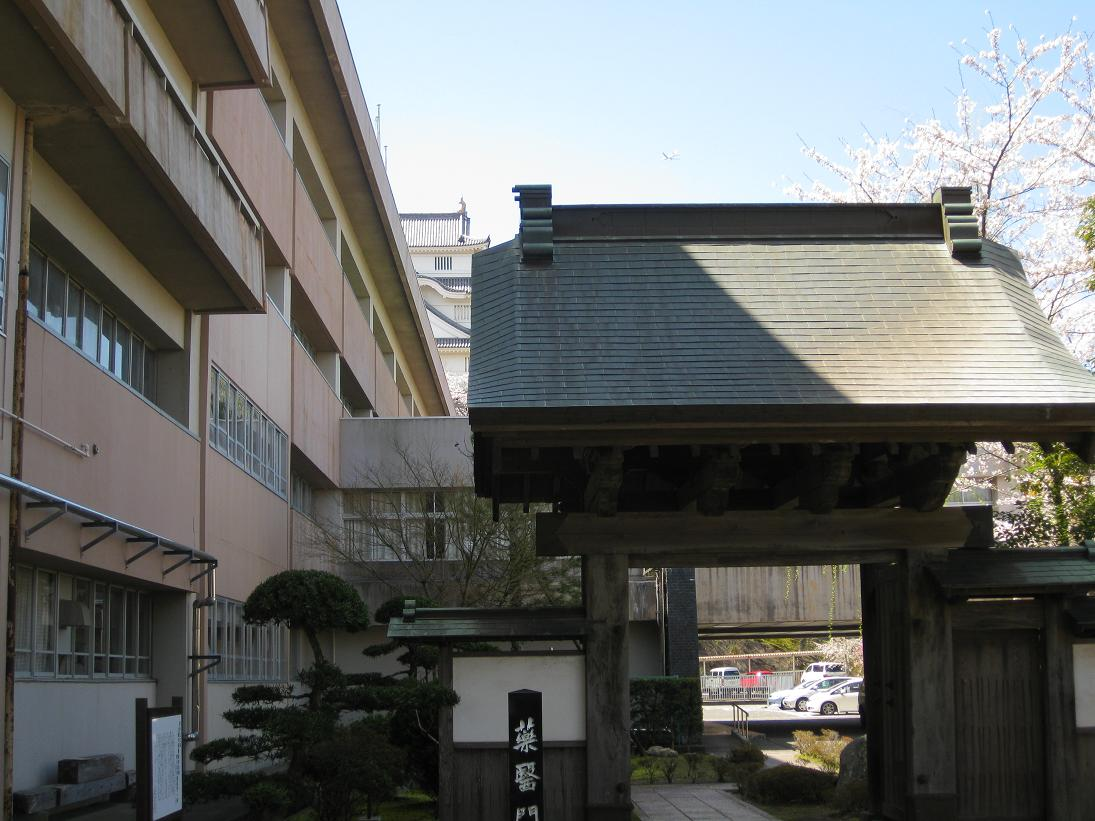
千葉県立大多喜高等学校

## 交通

### 鉄道路線
中心となる駅：大多喜駅
いすみ鉄道
- いすみ線：城見ヶ丘駅 - 大多喜駅 - 小谷松駅 - 東総元駅 - 久我原駅 - 総元駅 - 西畑駅 - 上総中野駅

小湊鉄道
- 小湊鉄道線：上総中野駅

### バス路線

#### 高速バス
- 東京線（小湊鉄道・日東交通）

勝浦 - たけゆらの里 - 大多喜 ⇔ 市原鶴舞BT ⇔ バスターミナル東京八重洲（東京湾アクアライン経由）
◆市原鶴舞BTで羽田空港・横浜行高速バスに乗り換えができる。

#### 一般路線バス
- 小湊鉄道

### 道路

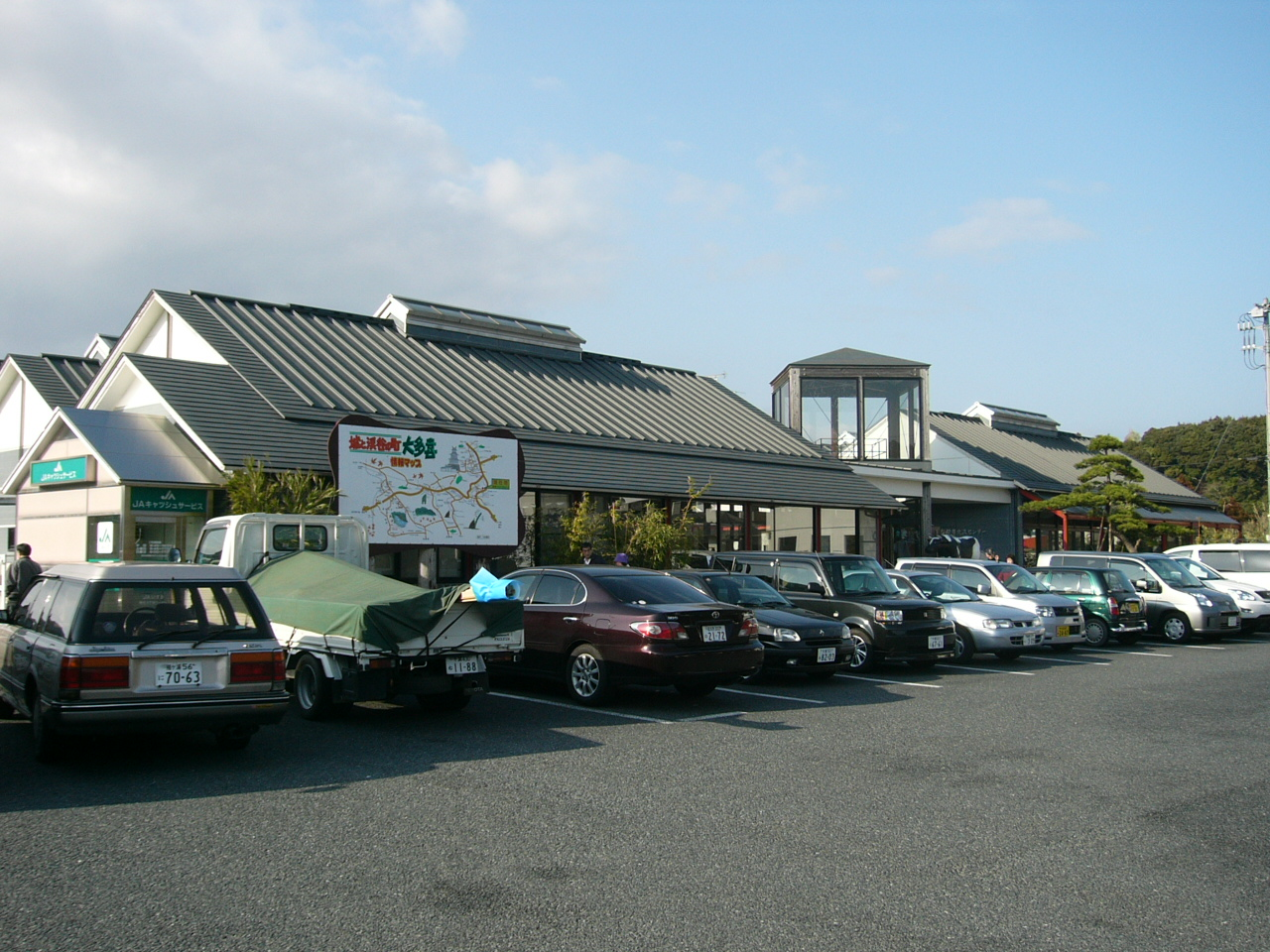
道の駅たけゆらの里おおたき

- 一般国道
  - 国道297号
  - 国道465号
- 主要地方道
  - 千葉県道27号茂原大多喜線
  - 千葉県道32号大多喜君津線
  - 千葉県道81号市原天津小湊線
- 一般県道
  - 千葉県道150号大多喜一宮線
  - 千葉県道172号大多喜里見線
  - 千葉県道177号勝浦上野大多喜線
  - 千葉県道178号小田代勝浦線
  - 千葉県道231号大多喜停車場線
- 道の駅
  - 道の駅たけゆらの里おおたき

## 名所・旧跡・観光スポット・祭事・催事

### 名所・旧跡・観光スポット
- 大多喜城（千葉県立中央博物館大多喜城分館。千葉県指定史跡）
- 妙法生寺 - アジサイ寺として親しまれている。
- 良玄寺
- 渡辺家住宅 - 国の重要文化財に指定されている商家。
- いすみ鉄道いすみ線 - イベント列車などが運行する観光路線となっている。東総元駅や上総中野駅など特徴的な駅舎も人気。
- 養老渓谷
  - 粟又の滝（高滝）、千代の滝、万代の滝、昇龍の滝
  - 弘文洞跡
  - 観音橋、中瀬遊歩道、滝めぐり遊歩道
  - 養老渓谷展望台
  - 共栄・向山トンネル - 二層式新旧2つのトンネルが醸し出す幻想的な素掘りのトンネル
- 麻綿原高原
- ハーブアイランド
- 千葉県立大多喜県民の森
- 房総中央鉄道館
- 大多喜町商い資料館
- 旅館寿恵比楼 - 1960年代に白土三平が定宿にし、白土に連れられ宿泊したつげ義春が『紅い花』、『沼』、『西部田村事件 』など多くの傑作を生み出したきっかけとなった宿。現在は廃業しており、旅館として使われていた建物は2019年12月に取り壊されている。
- 大屋旅館- 江戸時代より続く老舗旅館で、正岡子規やつげ義春ゆかりの宿として知られる。国登録有形文化財に登録されている。またつげ義春の『リアリズムの宿』で理想的な宿として描かれた。

#### 温泉
- 養老渓谷温泉
- 大多喜沢山温泉
- 西部田鉱泉

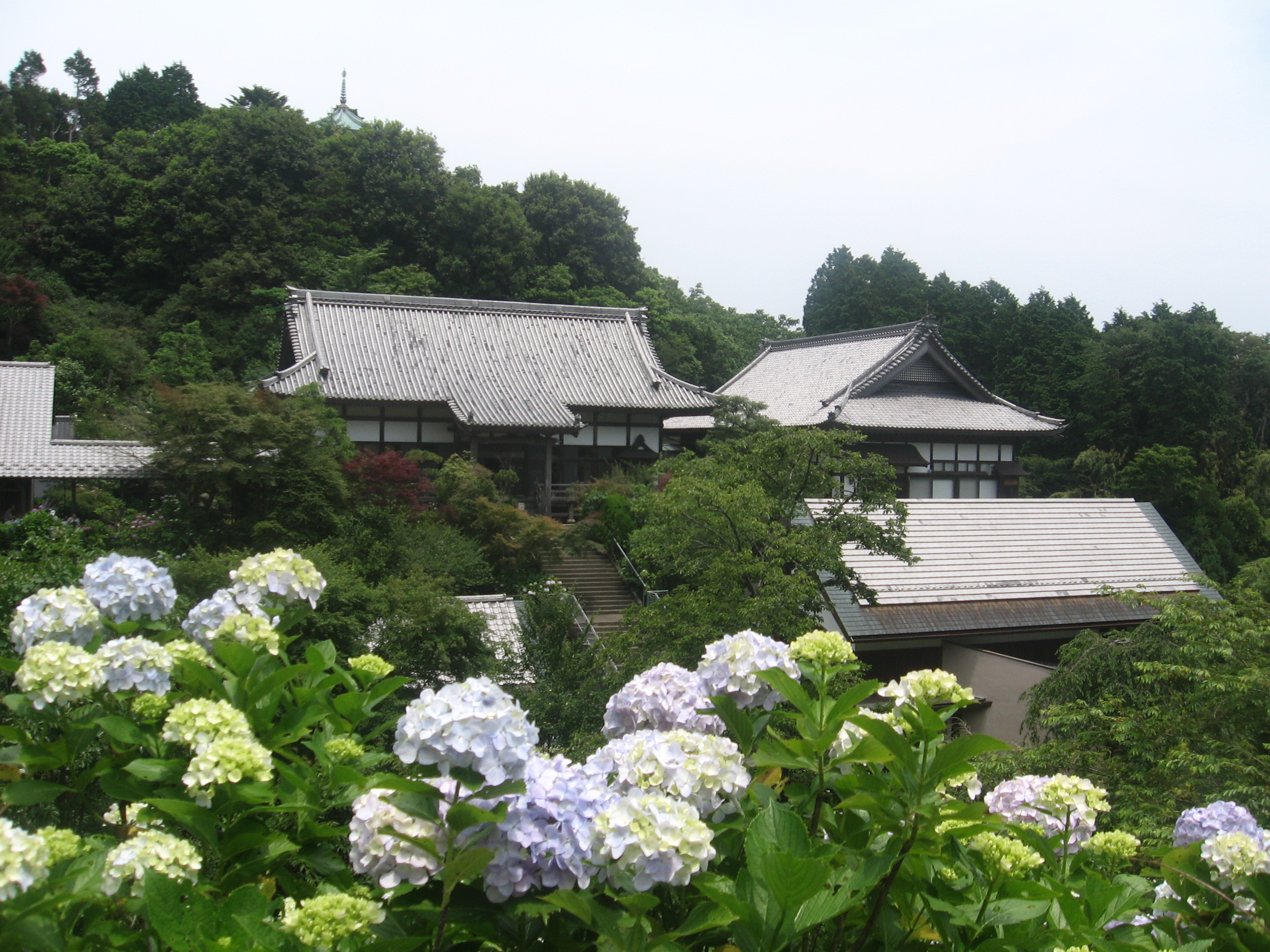
麻綿原高原・妙法生寺（あじさい寺）
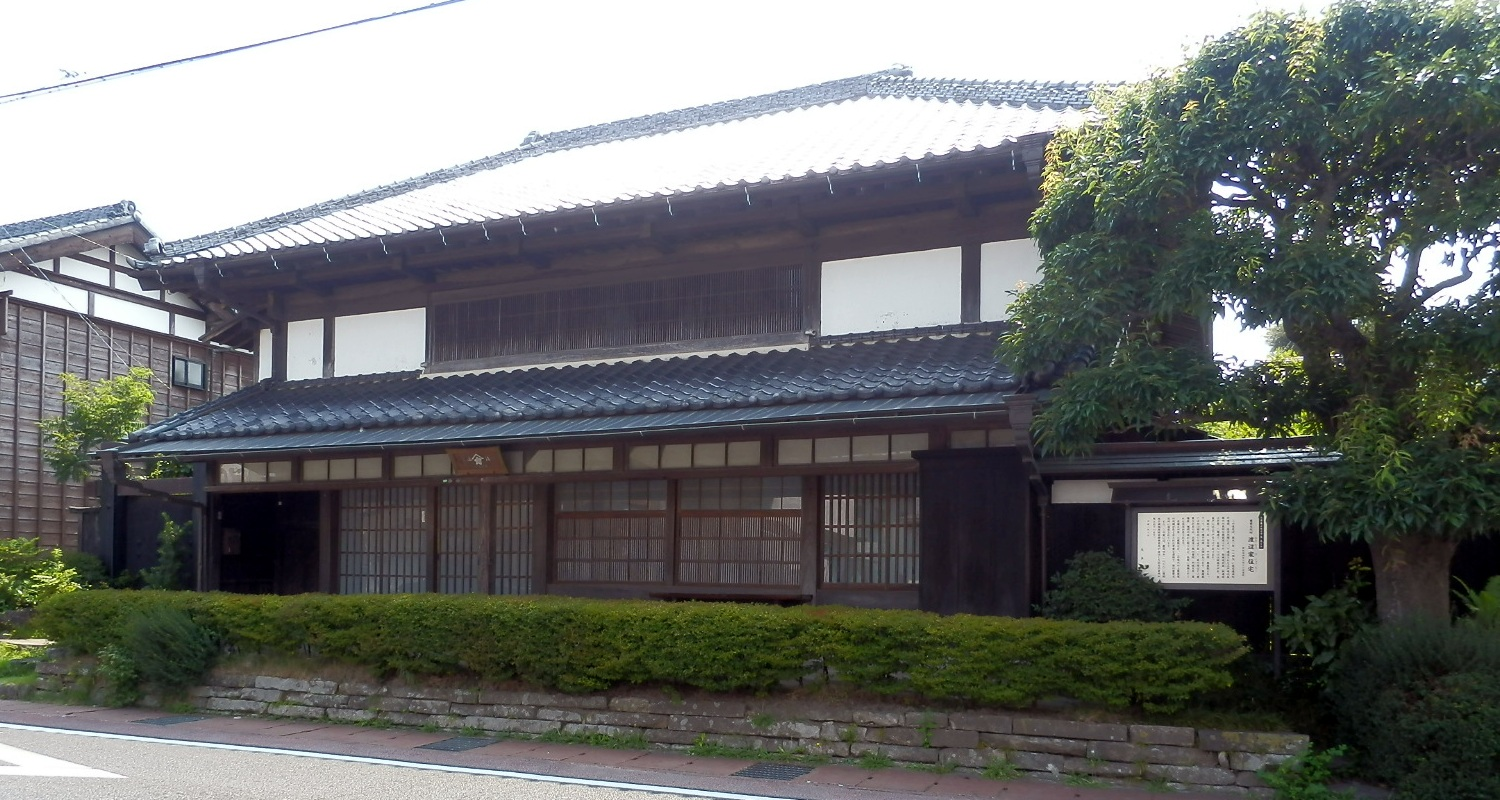
渡辺家住宅（重要文化財）
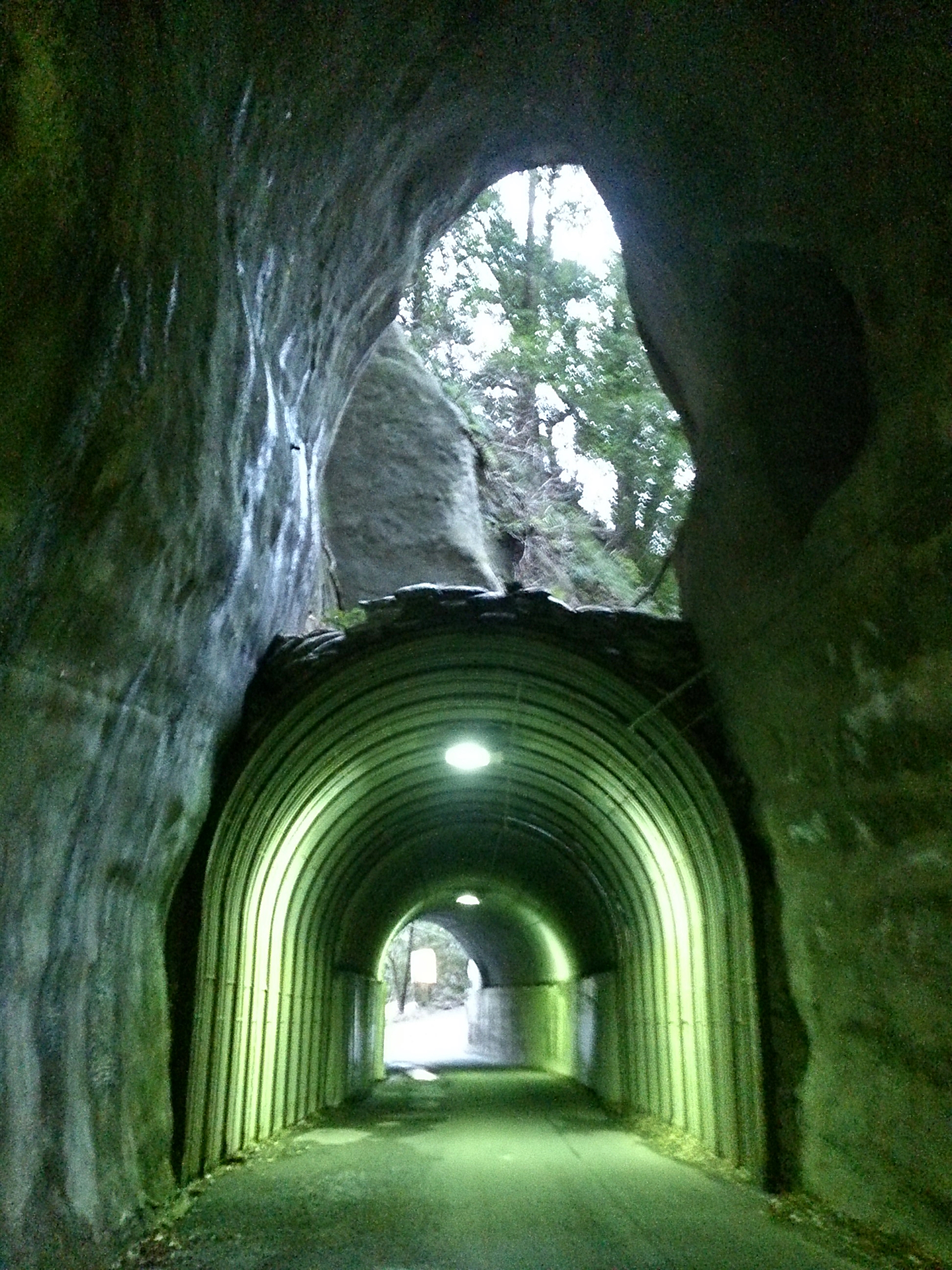
幻想的な二層式トンネル（共栄・向山トンネル）
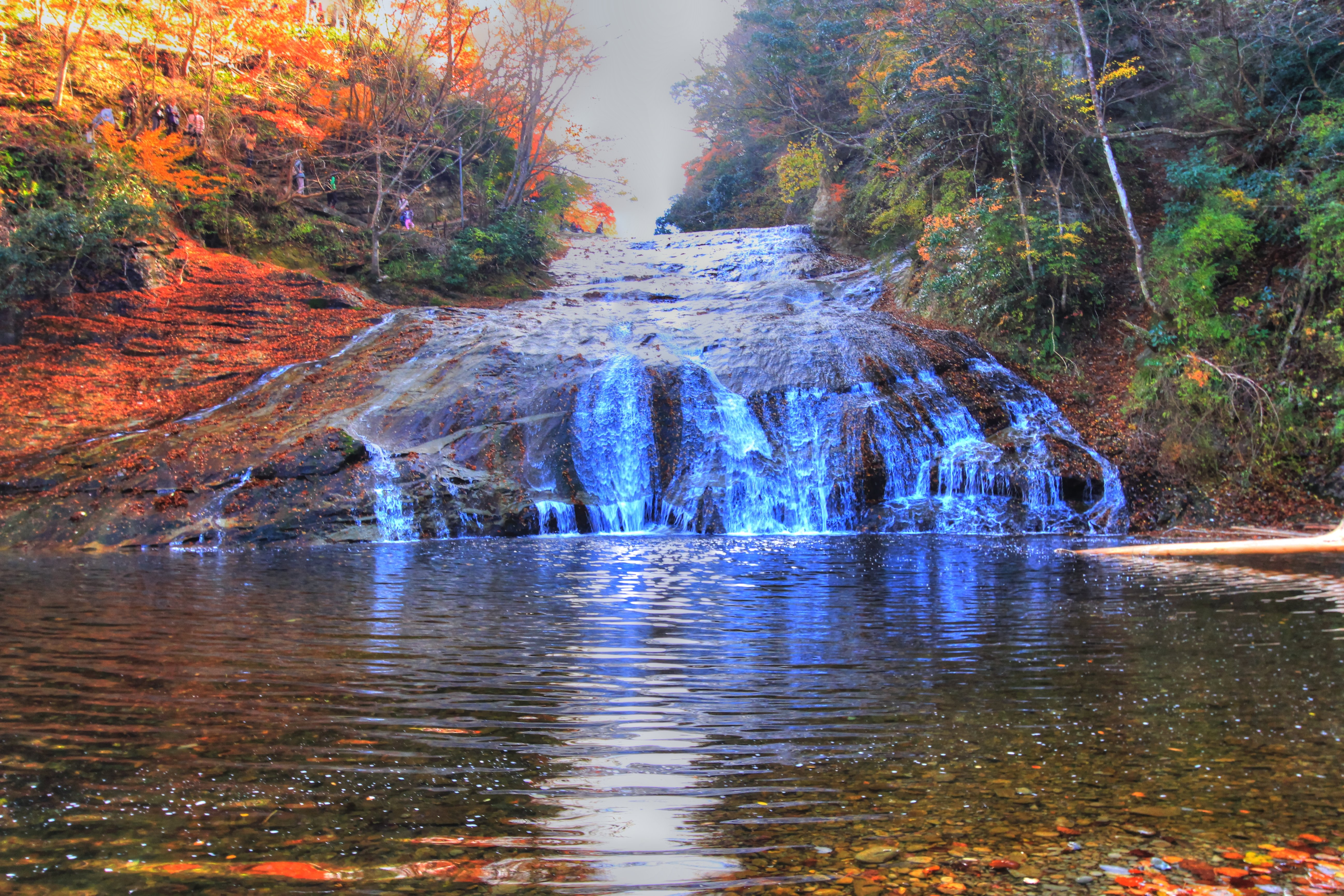
養老渓谷・粟又の滝
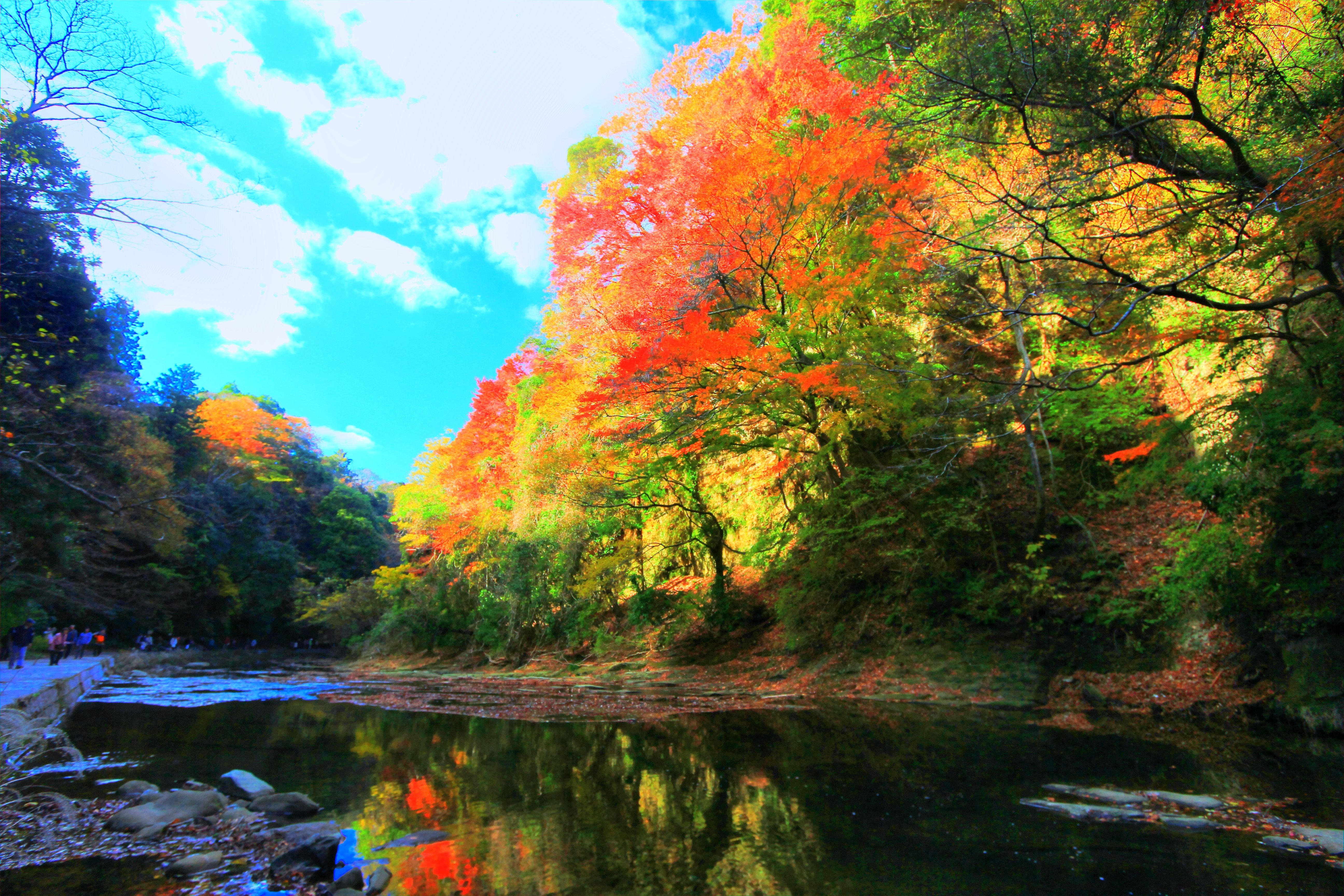
粟又の滝遊歩道
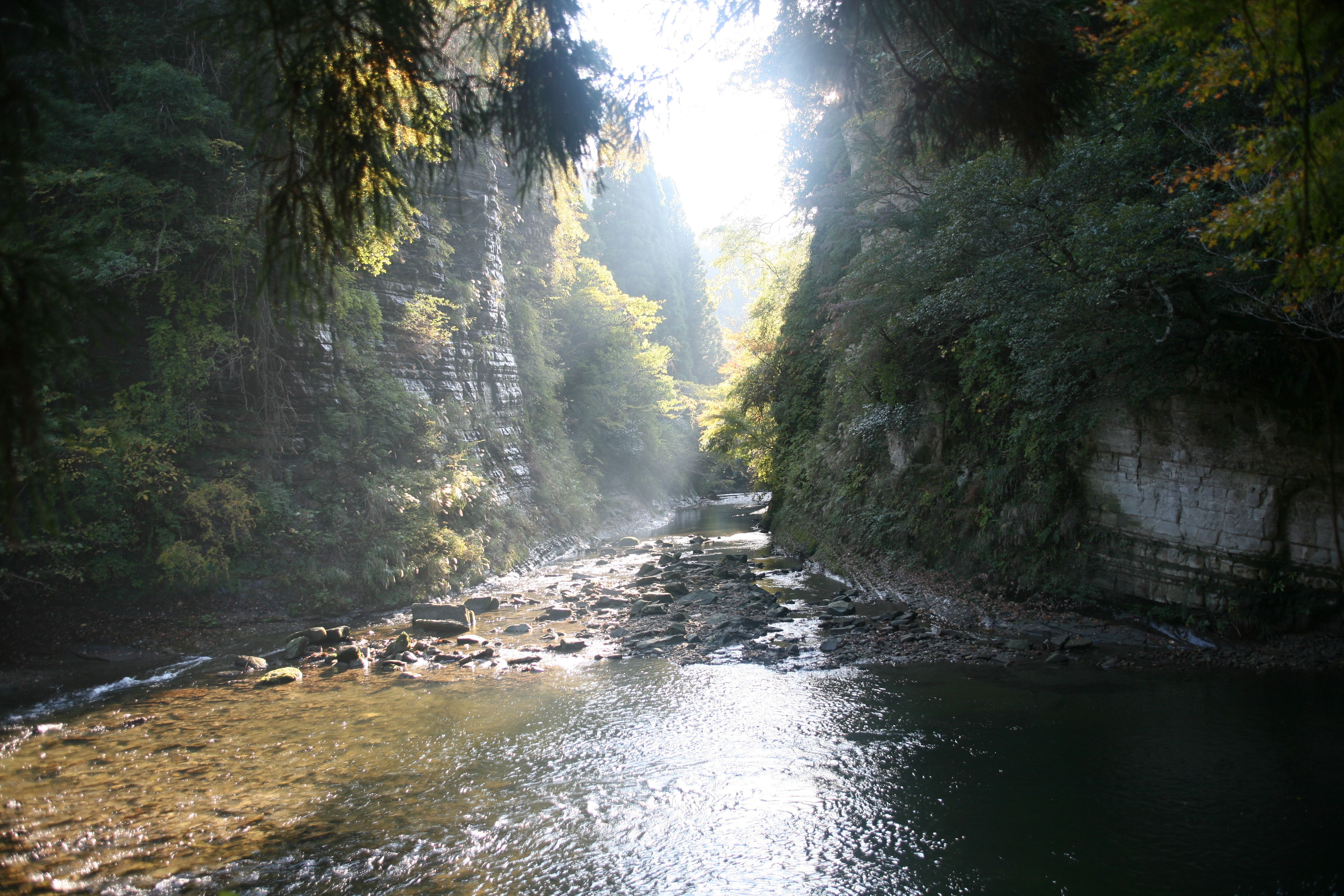
弘文洞跡
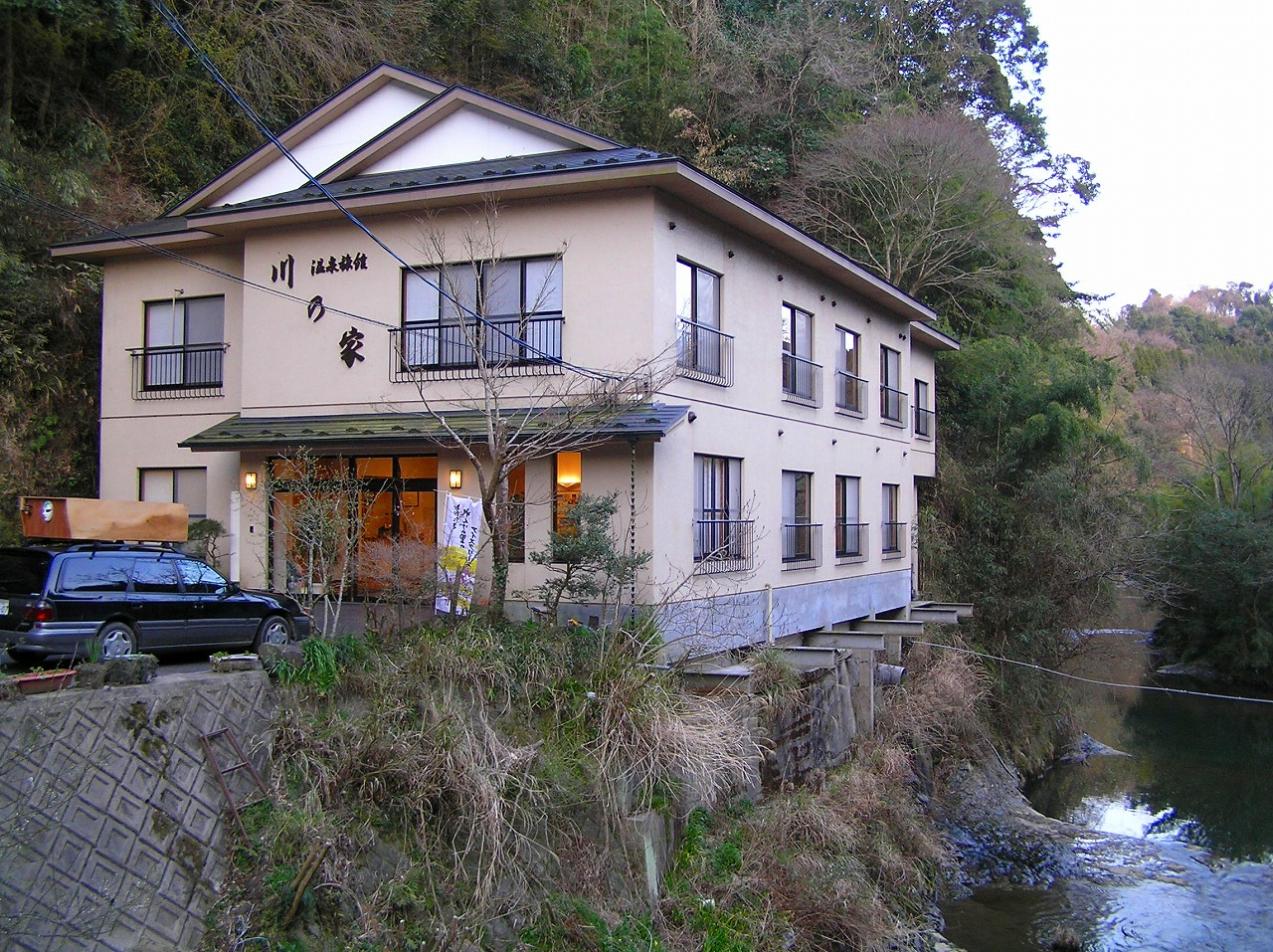
養老渓谷温泉（川の家）
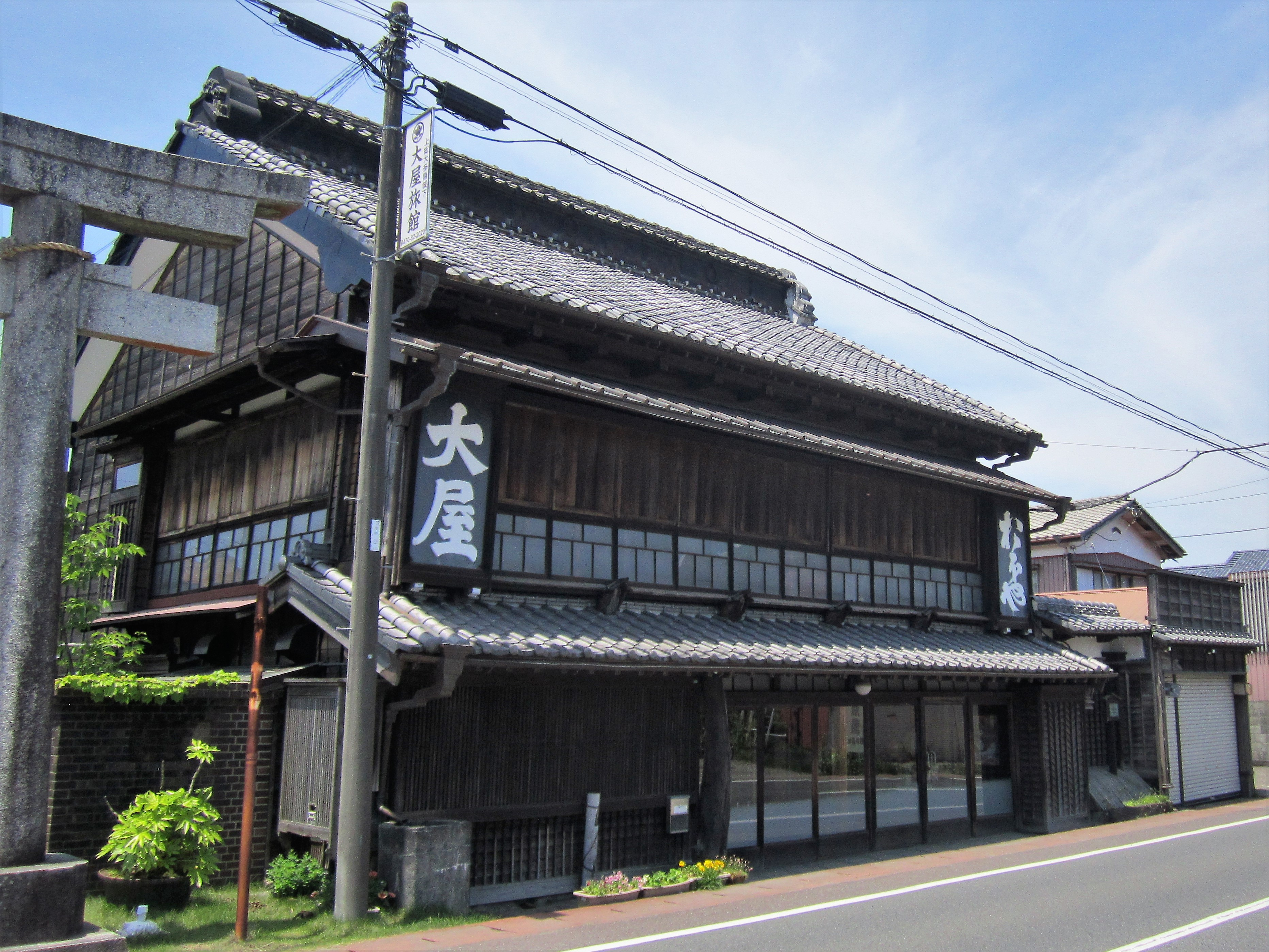
江戸時代から続く大屋旅館

### 祭事・行事
- 大多喜城さくらまつり
- お城まつり
- 養老渓谷もみじまつり

### 百選
- 日本の音風景100選：麻綿原のヒメハルゼミ

### 文化財
国・県指定および国登録文化財一覧。
| 番号 | 指定・登録 | 類別                     | 名称                                  | 所在地                            | 所有者または管理者 | 指定年月日                         | 備考  |
| ---- | ---------- | ------------------------ | ------------------------------------- | --------------------------------- | ------------------ | ---------------------------------- | ----- |
| 1    | 国指定     | 重要文化財（建造物）     | 渡辺家住宅                            | 夷隅郡大多喜町久保                | 個人               | 昭和44年6月20日                    | 1棟   |
| 2    | 国指定     | 重要文化財（工芸品）     | 大薙刀 無銘伝法城寺                   | 県立中央博物館大多喜城分館        | 千葉県             | 昭和34年6月27日                    | 1口   |
| 3    | 県指定     | 有形文化財（建造物）     | 六所神社本殿                          | 夷隅郡大多喜町泉水120             | 六所神社           | 昭和42年3月7日                     | 1棟   |
| 4    | 県指定     | 有形文化財（絵画）       | 紙本著色本多忠勝像                    | 県立中央博物館大多喜城分館        | 良玄寺             | 平成1年3月10日                     | 1幅   |
| 5    | 県指定     | 有形文化財（彫刻）       | 木造虚空蔵菩薩坐像                    | 夷隅郡大多喜町泉水201             | 大山祇神社         | 昭和30年12月15日                   | 1躯   |
| 6    | 県指定     | 有形文化財（彫刻）       | 木造馬頭観世音菩薩立像                | 夷隅郡大多喜町紺屋84              | 紺屋区             | 昭和30年12月15日                   | 1躯   |
| 7    | 県指定     | 有形文化財（彫刻）       | 木造釈迦如来及び両脇侍坐像            | 夷隅郡大多喜町田丁232             | 円照寺             | 平成3年2月15日                     | 3躯   |
| 8    | 県指定     | 有形文化財（工芸品）     | 鋳銅釣燈籠                            | 県立中央博物館大多喜城分館        | 個人               | 昭和63年3月30日                    | 1基   |
| 9    | 県指定     | 有形文化財（考古資料）   | 吉原三王遺跡出土の墨書土器資料群      | 夷隅郡大多喜町森宮8-3             | 千葉県             | 平成23年3月18日                    | 176点 |
| 10   | 県指定     | 有形文化財（考古資料）   | 有吉南貝塚354号跡出土埋葬関連遺物     | 夷隅郡大多喜町森宮8-3             | 千葉県             | 平成26年3月4日                     | 3点   |
| 11   | 県指定     | 有形民俗文化財           | 紙本著色観心十界図                    | 県立中央博物館大多喜城分館        | 宝聚院             | 平成9年3月21日                     | 1幅   |
| 12   | 県指定     | 記念物（史跡）           | 上総大多喜城本丸跡・大井戸・薬医門1棟 | 夷隅郡大多喜町大多喜481           | 千葉県             | 昭和41年5月20日                    |       |
| 13   | 国登録     | 登録有形文化財（建造物） | 大屋旅館                              | 夷隅郡大多喜町新丁64              | 個人               | 平成11年7月8日                     | 1件   |
| 14   | 国登録     | 登録有形文化財（建造物） | 豊乃鶴酒造主屋他                      | 夷隅郡大多喜町新丁字下宿88        | 豊乃鶴酒造株式会社 | 平成11年11月18日・平成23年10月28日 | 6件   |
| 15   | 国登録     | 登録有形文化財（建造物） | 伊勢幸酒店店舗兼主屋                  | 夷隅郡大多喜町久保字根小屋132     | 個人               | 平成21年4月28日                    | 1件   |
| 16   | 国登録     | 登録有形文化財（建造物） | 宍倉弥兵衛商店店舗兼主屋              | 夷隅郡大多喜町大多喜字下南部60-1  | 個人               | 平成21年4月28日                    | 1件   |
| 17   | 国登録     | 登録有形文化財（建造物） | 大多喜町役場中庁舎                    | 夷隅郡大多喜町大多喜93            | 大多喜町           | 平成27年8月4日                     | 1件   |
| 18   | 国登録     | 登録有形文化財（建造物） | 塩田家住宅主屋                        | 夷隅郡大多喜町小土呂字東中野197-1 | 個人               | 平成27年8月4日                     | 1件   |

## つげ義春と白土三平

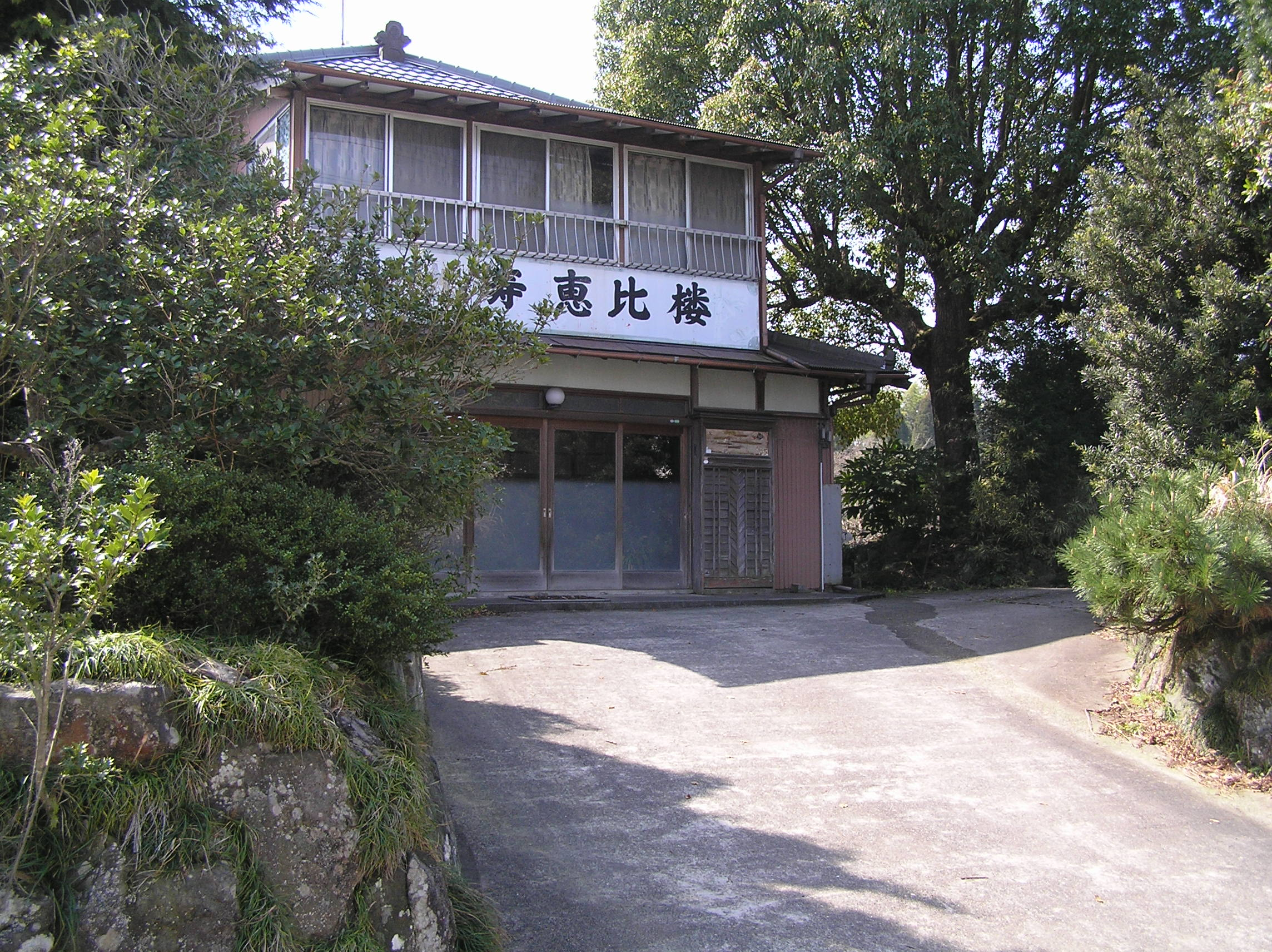
寿恵比楼旅館

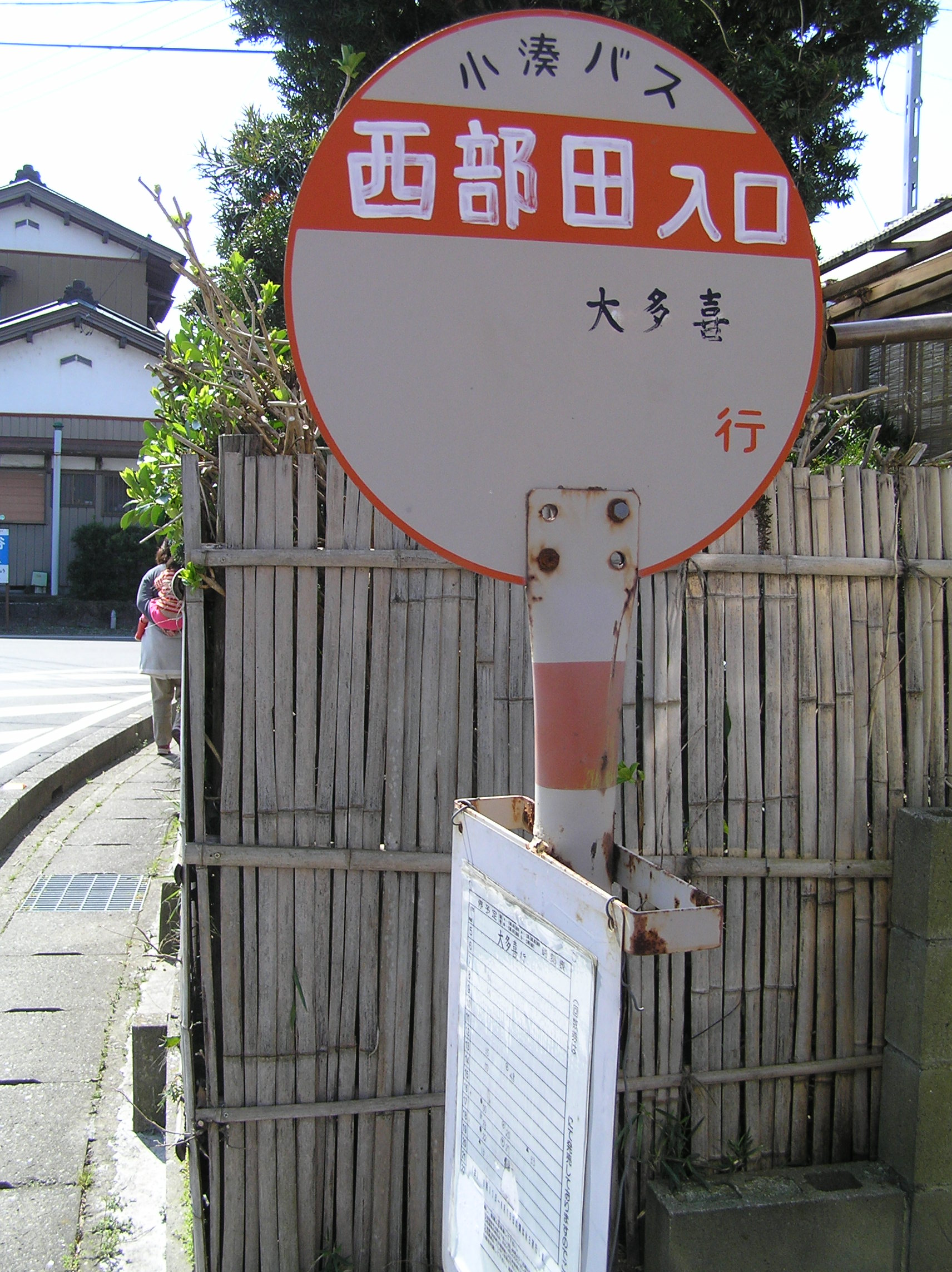
つげ義春の 『西部田村事件』（1967年12月）は大多喜の西部田村が舞台となった。

1965年（昭和40年）9月末ごろ、漫画家のつげ義春が白土三平とともに大多喜に滞在し、特につげは大多喜の印象から『紅い花』ほか数多くの代表作を生み出した。2人が滞在した寿恵比楼旅館は、つげ義春の数少ない作品の中でも多くの作品を産むきっかけとなった旅館である（建物は2019年12月に取り壊されている）。白土はここで『週刊少年マガジン』に連載していた『ワタリ』のコマ割りを手がけた。
大多喜での滞在で中での出来事や空想がヒントとなって生まれたのが、以下のつげの作品群である。
関連作品
- 『不思議な絵』（この滞在中に書き上げた）
- 『沼』（1966年2月）
- 『初茸がり』（1966年4月）
- 『紅い花』（1967年10月）
- 『西部田村事件』（1967年12月）

つげの作風を大きく転換させるきっかけとなった作品である、「沼」に登場する少女のモデルとなったのが寿恵比楼旅館の当時17 - 18歳の娘であった。美人でありながら千葉の方言を臆することなく口にするこの少女に、つげは奇妙な違和感とエロティックな感覚を持ち、作品を生むきっかけとなった。またすぐ脇を流れる夷隅川のよどんだ感じが「沼」のイメージを呼び起こしたともいわれている。
メルヘンティックな小品「初茸がり」は、旅館の母屋の大広間の横に置かれていた大きな柱時計がヒントになって生まれた。主人公の少年、正太が翌日の初茸がりに興奮して眠れず、いつしか柱時計の振り子の下に入って寝てしまうという話である。実際は子供が入りこめるほどの大きさではなかったが、つげの感興を喚起したらしい。また、作中でバックの黒い山の中に一部だけ雨が降っているように見える印象的なコマがあるが、この旅館の窓から見た「天気雨みたいに陽が差していた」（つげ義春談『つげ義春漫画術』）光景がヒントになっている。また、実際に白土と初茸がりに出かけたものの収穫はなかったらしい。

## 出身有名人
- 宍倉正展（日本の地震学者・産総研グループ長・東京大学大学院理学系研究科兼任教授）
- 猿田寿男（勝浦市長）
- 岩瀬裕子（元宮城テレビ放送アナウンサー）
- 宇佐美豊（東京ユニバーサルフィル室内管弦楽団）
- 江沢金五郎 (初代)（銀座・天賞堂の創業者）
- 尾本信平（三井金属（現在の三井金属鉱業）元社長・元会長・元名誉相談役）
- 春日千春（テレビプロデューサー）※出生地は長野県上伊那郡高遠町。小学1年生時より当町に在住していた。
- 渡邉包夫（鑑定士）
- 太田半六（東京ガス社長・貴族院勅選議員）
- 井口峰幸（日本の陶芸家・創土会代表・千葉県指定伝統的工芸品 大多喜焼窯元）※出生地は千葉県八街市。

### 関連人物
- 白土三平 - 旅館寿恵比楼を定宿として大多喜に滞在し、多くの作品を描いた。
- つげ義春 - 大多喜への旅や自然の印象がもとになり、『紅い花』、『沼』、『西部田村事件』、『初茸がり』などの多くの作品が生まれた。
- 金原ひとみ - 祖父母の出身地。

## 大多喜町を舞台・ロケ地とした作品
- アクションヒロイン チアフルーツ - 舞台である陽菜野（ひなの）市のモデル。作中にいすみ鉄道を想起させる駅や車両も登場する。姉妹都市であるクエルナバカはそのまま登場している。
- 京極夏彦『今昔百鬼拾遺 河童』 - 大多喜町に合併される直前の総元村が舞台。
- 夏美のホタル - 大多喜町が舞台の小説。映画版も会所の森をはじめ大多喜町内でロケが行われた[9]。
- 原宿ニャンニャン探偵局（2017-2018年、千葉テレビ） - 大多喜町役場を始め町内各地でロケを実施[10][11]。
- 映画『ぬくもりの内側』 （2023年公開 イオンエンターテイメント、白石美帆・三田佳子・渡辺裕之・音無美紀子・スギちゃん）

### 名所・観光
- 大多喜町観光協会
- 千葉県立中央博物館 大多喜城分館（旧・総南博物館）
- ハーブアイランド
- 養老渓谷
- 県立大多喜県民の森 - ウェイバックマシン（2002年5月25日アーカイブ分）